# چپ (گرایش سیاسی)
سیاست چپ‌گرا مجموعه‌ای از ایدئولوژی‌های سیاسی است که بر برابری اجتماعی و مساوات‌خواهی تأکید داشته و در بسیاری موارد در تقابل با سلسله‌مراتب اجتماعی — چه در کل و چه در بخش‌هایی از آن — قرار می‌گیرند. سیاست چپ معمولاً با دغدغه نسبت به اقشار محروم و نابرخوردار جامعه و این باور همراه است که نابرابری‌های موجود، ناموجه بوده و باید کاهش یابند یا از میان بروند؛ آن هم از طریق راهکارهایی بنیادین که می‌تواند ساختار جامعه را دگرگون سازد. به تعبیر بَری کلارک، استاد ممتاز اقتصاد، حامیان سیاست‌های چپ بر این باورند که «رشد و شکوفایی انسانی زمانی محقق می‌شود که افراد در روابطی تعاملی، همیارانه و بر پایه احترام متقابل مشارکت کنند؛ روابطی که تنها در صورتی می‌تواند شکوفا شود که تفاوت‌های افراطی در جایگاه، قدرت و ثروت از میان برداشته شود.»
در چارچوب طیف سیاسی چپ–راست، اصطلاحات چپ و راست نخستین بار در جریان انقلاب فرانسه و به‌واسطه نحوه نشستن نمایندگان در مجلس ملی فرانسه به‌کار رفت. کسانی که در سمت چپ می‌نشستند، مخالف رژیم پیشین و پادشاهی بوربون‌ها بودند و از انقلاب، از تأسیس جمهوری دموکراتیک و سکولارسازی جامعه حمایت می‌کردند؛ در حالی‌که طرفداران راست به نهادهای سنتی رژیم پیشین وفادار بودند. واژه چپ پس از بازگشت پادشاهی در سال ۱۸۱۵ کاربرد گسترده‌تری یافت و برای اشاره به استقلال‌طلبان به‌کار رفت. اصطلاح جناح (wing) نیز از اواخر سده نوزدهم به چپ و راست افزوده شد و اغلب بار معنایی منفی داشت؛ به‌گونه‌ای که چپ‌گرا برای افراد دگراندیش در عرصه دین یا سیاست به‌کار می‌رفت.
ایدئولوژی‌هایی که در زمره چپ قرار می‌گیرند، بسته به زمان و مکان بسیار متنوع‌اند. در اواخر سده هجدهم و هم‌زمان با شکل‌گیری نخستین دموکراسی‌های لیبرال، اصطلاح چپ در ایالات متحده به لیبرالیسم و در فرانسه به جمهوری‌خواهی اطلاق می‌شد که هر دو به‌دنبال کاهش تمرکز در تصمیم‌گیری‌های سلسله‌مراتبی در مقایسه با محافظه‌کاری سنتی و سلطنت‌طلبان (راست‌گرایان) بودند. در سیاست مدرن، چپ معمولاً به جنبش‌ها و ایدئولوژی‌هایی گفته می‌شود که فراتر از لیبرالیسم کلاسیک قرار گرفته و از نوعی دموکراسی اقتصادی حمایت می‌کنند. امروزه گرایش‌هایی مانند لیبرالیسم اجتماعی و سوسیال دموکراسی در دستهٔ میانه‌چپ قرار می‌گیرند، در حالی‌که اصطلاح چپ بیشتر به جریان‌هایی اطلاق می‌شود که منتقد سرمایه‌داری‌اند؛ از جمله جنبش کارگری، سوسیالیسم، آنارشیسم، کمونیسم، مارکسیسم و سندیکالیسم که هر یک در سده‌های نوزدهم و بیستم به اوج رسیدند.
علاوه بر این، اصطلاح چپ‌گرا به طیف گسترده‌ای از جنبش‌های اجتماعی لیبرالیسم فرهنگی و ترقی‌خواهی نیز اطلاق می‌شود؛ جنبش‌هایی همچون جنبش حقوق مدنی، جنبش فمینیست، جنبش حقوق ال‌جی‌بی‌تی، جنبش حق سقط جنین، چندگانگی فرهنگی، جنبش‌های ضد جنگ و جنبش‌های زیست‌محیطی. همچنین، بسیاری از احزاب سیاسی در نقاط مختلف جهان در زمره احزاب چپ‌گرا طبقه‌بندی می‌شوند.

## ریشه نام‌گذاری
ریشهٔ این اصطلاح به انقلاب فرانسه بازمی‌گردد؛ کسانی که در سمت چپ پارلمان می‌نشستند، مخالف سلسله مراتب سنتی قدرت بودند و از اصلاحات رادیکال پشتیبانی می‌کردند.

## اصول کلی در گرایش چپ
در ادبیات سیاسی غالباً چپ‌ها شامل نیروهای انقلابی و خواهان دگرگونی‌های سریع اساسی بوده‌اند که به برقراری عدالت اقتصادی، برابری، تأکید بر انترناسیونالیسم ضد استعماری و بهره‌گیری از روش‌های انقلابی مشهورند و خواهان نظارت دولت بر اقتصاد و مبارزه با سودجویی سرمایه‌داری بوده‌اند. و به‌طور کلی معتقدند قدرت و منافع باید به‌طور مساوی میان مردم تقسیم شود.
گروه‌های چپ‌گرا خواستار برابری افراد در حقوق سیاسی و حقوق اقتصادی و طرفدار دخالت دولت در امور اقتصادی به نفع عموم مردم هستند؛ بنابراین نظام‌های کمونیستی و نظام‌های سوسیال‌دموکراسی اسکاندیناوی چپی هستند. گروه‌های چپ، باورمند به مسئولیت دولت در تأمین رفاه مردم، برابری و نفی امتیازات طبقاتی و اشرافی و عدالت اجتماعی و طرفداری از توده‌های محروم هستند. همچنین حکومت بر پایهٔ سنت را برنمی‌تابند؛ بنابراین عنوان چپ به گروه کثیری از کمونیست‌ها و سوسیالیست‌ها و نیز احزاب گوناگون از حزب کمونیست مائو در چین گرفته تا حزب سوسیال‌دمکرات جمهوری فدرال آلمان داده شده است.

## چپ و مذهب
از آنجا که جناح چپ در واکنش به سلطهٔ سیاسی کلیسا و تصمیم‌گیری‌های تک‌بعدی‌گرایانهٔ آن در قرون وسطی در اروپا به‌وجود آمده است، چپ‌ها از آغاز با دخالت مذهب در امور سیاسی مخالف بودند. آن‌ها سوسیال داروینیسم را با اعتقاد به نظریهٔ انتخاب طبیعی (نظریهٔ چارلز داروین در علم زیست‌شناسی و ژنتیک) به جوامع مختلف تعمیم داده، و معتقدند این نظریه به جریان‌دهی فکری جامعه‌شناختی کمک خواهد کرد. درحالی که از قانون بقا نیز در توجیه ظلم نژادی، استثمار فقرا و ستم فرهنگی قدرتمندان استفاده می‌شود. از نظر آن‌ها، برده‌داری و بی‌عدالتی‌های اجتماعی مثالی برای این استدلال است. کشاکش بین راست و چپ سیاسی، مسائل مربوط به مجازات اعدام و قانون چشم در برابر چشم است که با مخالفت شدید چپ روبروست، و برخلاف نظر مذهب، احزاب و جناح‌های چپ سقط جنین را حق قانونی و مطلق زنان می‌دانند.